# Coppa del Mondo giovani di slittino 2010
La Coppa del Mondo giovani di slittino 2009/2010 fu la tredicesima edizione del circuito mondiale dello slittino relativo alla categoria giovani, manifestazione organizzata annualmente dalla FIL; iniziò il 10 dicembre 2009 a Paramonovo in Russia e si concluse il 6 febbraio 2010 a Winterberg in Germania e si svolse in contemporanea alla medesima competizione riservata agli juniores. Si disputarono dodici gare: sei prove nel singolo donne ed altrettante nel singolo uomini in cinque differenti località; per stilare la graduatoria finale venne scartato il peggior risultato di coloro che disputarono tutte le tappe.
Le coppe di cristallo, trofeo conferito ai vincitori del circuito, furono assegnate parimerito alla ceca Jennifer Flintová ed alla statunitense Summer Britcher per quanto concerne il singolo donne ed all'italiano Dominik Fischnaller nel singolo uomini.

## Calendario
| Tappa  | Località             | Pista               | Data                | Singolo | Singolo |
| Tappa  | Località             | Pista               | Data                | Donne   | Uomini  |
| ------ | -------------------- | ------------------- | ------------------- | ------- | ------- |
| 1      | Paramonovo           | Pista di Paramonovo | 10 dicembre 2009    | ●       | ●       |
| 2      | Paramonovo           | Pista di Paramonovo | 11–12 dicembre 2009 | ●       | ●       |
| 3      | Sigulda              | Pista di Sigulda    | 18–19 dicembre 2009 | ●       | ●       |
| 4      | Schönau am Königssee | Eisarena Königssee  | 16 gennaio 2010     | ●       | ●       |
| 5      | Oberhof              | Pista di Oberhof    | 22 gennaio 2010     | ●       | ●       |
| 6      | Winterberg           | Eisarena Winterberg | 5–6 febbraio 2010   | ●       | ●       |
| Totale | Totale               | Totale              | Totale              | 6       | 6       |

## Risultati

### Singolo donne
| Data             | Località             | Nazione  | Prima classificata            | Seconda classificata         | Terza classificata            | RU    |
| ---------------- | -------------------- | -------- | ----------------------------- | ---------------------------- | ----------------------------- | ----- |
| 10 dicembre 2009 | Paramonovo           | Russia   | Tat'jana Nepomnjaščaja Russia | Jennifer Flintová Rep. Ceca  | Dar'ja Aleksandrova Russia    | [ 3 ] |
| 11 dicembre 2009 | Paramonovo           | Russia   | Jennifer Flintová Rep. Ceca   | Summer Britcher Stati Uniti  | Tat'jana Nepomnjaščaja Russia | [ 4 ] |
| 19 dicembre 2009 | Sigulda              | Lettonia | Ieva Gudramoviča Lettonia     | Natalia Wojtusciszyn Polonia | Dar'ja Aleksandrova Russia    | [ 5 ] |
| 16 gennaio 2010  | Schönau am Königssee | Germania | Johanna Hodermann Germania    | Luzie Löscher Germania       | Nathalie Burkhardt Germania   |       |
| 22 gennaio 2010  | Oberhof              | Germania | Nathalie Burkhardt Germania   | Luzie Löscher Germania       | Johanna Hodermann Germania    | [ 6 ] |
| 5 febbraio 2010  | Winterberg           | Germania | Nathalie Burkhardt Germania   | Luzie Löscher Germania       | Johanna Hodermann Germania    | [ 7 ] |

### Singolo uomini
| Data             | Località             | Nazione  | Primo classificato         | Secondo classificato        | Terzo classificato          | RU     |
| ---------------- | -------------------- | -------- | -------------------------- | --------------------------- | --------------------------- | ------ |
| 10 dicembre 2009 | Paramonovo           | Russia   | Dominik Fischnaller Italia | Kevin Fischnaller Italia    | Jacob Hyrns Stati Uniti     | [ 8 ]  |
| 12 dicembre 2009 | Paramonovo           | Russia   | Kevin Fischnaller Italia   | Dominik Fischnaller Italia  | Patrick Rastner Italia      | [ 9 ]  |
| 18 dicembre 2009 | Sigulda              | Lettonia | Dominik Fischnaller Italia | Kevin Fischnaller Italia    | David Gleirscher Austria    | [ 10 ] |
| 16 gennaio 2010  | Schönau am Königssee | Germania | Chris Eißler Germania      | Toni Gräfe Germania         | Georg Reumschüssel Germania | [ 11 ] |
| 22 gennaio 2010  | Oberhof              | Germania | Chris Eißler Germania      | Florian Berkes Germania     | Georg Reumschüssel Germania | [ 12 ] |
| 6 febbraio 2010  | Winterberg           | Germania | Florian Berkes Germania    | Georg Reumschüssel Germania | Chris Eißler Germania       | [ 13 ] |

## Classifiche

### Singolo donne
| Pos. | Nome                   | Nazione     | Risultati ottenuti | Risultati ottenuti | Risultati ottenuti | Risultati ottenuti | Risultati ottenuti | Risultati ottenuti | Punti totali |
| Pos. | Nome                   | Nazione     | PAR-1              | PAR-2              | SIG                | KÖN                | OBE                | WIN                | Punti totali |
| ---- | ---------------------- | ----------- | ------------------ | ------------------ | ------------------ | ------------------ | ------------------ | ------------------ | ------------ |
| 1    | Jennifer Flintová      | Rep. Ceca   | 2                  | 1                  | 5                  | 21                 | 17                 | 12                 | 296          |
| 1    | Summer Britcher        | Stati Uniti | 7                  | 2                  | DNF                | 5                  | 6                  | 4                  | 296          |
| 3    | Svetlana Tiunova       | Russia      | 5                  | 5                  | 4                  | 8                  | 7                  | 5                  | 271          |
| 4    | Nathalie Burkhardt     | Germania    | –                  | –                  | –                  | 3                  | 1                  | 1                  | 270          |
| 5    | Luzie Löscher          | Germania    | –                  | –                  | –                  | 2                  | 2                  | 2                  | 255          |
| 6    | Johanna Hodermann      | Germania    | –                  | –                  | –                  | 1                  | 3                  | 3                  | 240          |
| 7    | Dar'ja Aleksandrova    | Russia      | 3                  | 7                  | 3                  | DNF                | 16                 | –                  | 211          |
| 8    | Tat'jana Nepomnjaščaja | Russia      | 1                  | 3                  | 12                 | –                  | –                  | –                  | 202          |
| 9    | Ieva Gudramoviča       | Lettonia    | –                  | –                  | 1                  | 14                 | 13                 | 14                 | 186          |
| 10   | Valerija Egorkina      | Russia      | 4                  | 4                  | 8                  | –                  | –                  | –                  | 162          |

### Singolo uomini
| Pos. | Nome                | Nazione     | Risultati ottenuti | Risultati ottenuti | Risultati ottenuti | Risultati ottenuti | Risultati ottenuti | Risultati ottenuti | Punti totali |
| Pos. | Nome                | Nazione     | PAR-1              | PAR-2              | SIG                | KÖN                | OBE                | WIN                | Punti totali |
| ---- | ------------------- | ----------- | ------------------ | ------------------ | ------------------ | ------------------ | ------------------ | ------------------ | ------------ |
| 1    | Dominik Fischnaller | Italia      | 1                  | 2                  | 1                  | 5                  | –                  | 6                  | 390          |
| 2    | Kevin Fischnaller   | Italia      | 2                  | 1                  | 2                  | 29                 | –                  | 7                  | 328          |
| 3    | Patrick Rastner     | Italia      | 7                  | 3                  | 13                 | 6                  | 5                  | 5                  | 276          |
| 4    | Chris Eißler        | Germania    | –                  | –                  | –                  | 1                  | 1                  | 3                  | 270          |
| 5    | Jacob Hyrns         | Stati Uniti | 3                  | 4                  | 11                 | 10                 | 6                  | 11                 | 250          |
| 6    | Florian Berkes      | Germania    | –                  | –                  | –                  | 4                  | 2                  | 1                  | 245          |
| 7    | Georg Reumschüssel  | Germania    | –                  | –                  | –                  | 3                  | 3                  | 2                  | 225          |
| 8    | Marián Zemaník      | Slovacchia  | 6                  | 6                  | 7                  | 12                 | 10                 | –                  | 214          |
| 9    | Toni Gräfe          | Germania    | –                  | –                  | –                  | 2                  | 4                  | 4                  | 205          |
| 10   | Lorenz Koller       | Austria     | –                  | –                  | 6                  | 7                  | 7                  | 10                 | 178          |